# Erzbistum Łódź
Das Erzbistum Łódź (lat.: Archidioecesis Lodziensis, poln.: Archidiecezja łódzka) ist ein Erzbistum in Polen. Der Erzbischof von Łódź ist gleichzeitig Metropolit der gleichnamigen Kirchenprovinz, dem das Bistum Łowicz als Suffragan unterstellt ist.

## Geschichte
Die Diözese wurde am 10. Dezember 1920 gegründet und bei der Neustrukturierung der katholischen Kirche in Polen mit der Apostolischen Konstitution Totus Tuus Poloniae Populus vom 25. März 1992 zum Erzbistum erhoben.
Seit dem 24. Februar 2004 wurde es durch die Apostolische Konstitution Spiritale incrementum auch zum Metropolitansitz erhoben. Kathedralkirche ist die Stanislaus-Kostka-Kathedrale (seit 1989 Basilica minor).

## (Erz-)Bischöfe
- 1921–1934 Wincenty Tymieniecki
- 1934–1946 Włodzimierz Bronisław Jasiński
- 1946–1967 Michał Klepacz
- 1968–1986 Józef Rozwadowski
- 1986–2012 Władysław Ziółek
- 2012–2016 Marek Jędraszewski, dann Erzbischof von Krakau
- seit 2017 Grzegorz Kardinal Ryś

## Weihbischöfe
- 1927–1967 Kazimierz Tomczak, Titularbischof von Sicca Veneria
- 1957–1971 Jan Fondaliński, Titularbischof von Doberus
- 1959–1995 Jan-Wawrzyniec Kulik, Titularbischof von Rhandus
- 1963–2005 Bohdan Bejze, Titularbischof von Idassa
- 1980–1986 Władysław Ziółek, Titularbischof von Risinium
- 1987–2014 Adam Lepa, Titularbischof von Regiana
- seit 1999 Ireneusz Pękalski, Titularbischof von Castellum Tingitii
- seit 2015 Marek Marczak, Titularbischof von Leontium
- seit 2024 Piotr Kleszcz OFMConv, Titularbischof von Aquae Albae in Byzacena
- seit 2024 Zbigniew Wołkowicz, Titularbischof von Vassinassa